# Brożek
Brożek este o arie protejată (sit de importanță comunitară — SCI) din Polonia întinsă pe o suprafață de 65,13 ha, integral pe uscat.

## Localizare
Centrul sitului Brożek este situat la coordonatele 51°42′14″N 14°42′36″E / 51.704°N 14.7099°E.

## Înființare
Situl Brożek a fost declarat sit de importanță comunitară în octombrie 2009 pentru a proteja 2 specii de animale.

## Biodiversitate
Situată în ecoregiunea continentală, aria protejată conține 4 habitate naturale: Vegetație psamofilă uscată cu pășuni deschise de Corynephorus și Agrostis, Ape stătătoare oligotrofe până la mezotrofe, cu vegetație de Littorelletea uniflorae și/sau de Isoëto-Nanojuncetea, Pajiști umede nord-atlantice cu Erica tetralix, Depresiuni pe substraturi de turbă de Rhynchosporion.
La baza desemnării sitului se află mai multe specii protejate:
- amfibieni (1): buhai de baltă cu burta roșie (Bombina bombina)
- mamifere (1): vidră de râu (Lutra lutra)